# Инцидент с пролётом Ju-52 над СССР
Инцидент с пролётом Ju-52 над СССР — происшествие 15 мая 1941 года, когда закупленный СССР в Германии внерейсовый многоцелевой самолёт Junkers Ju 52 беспрепятственно совершил беспосадочный перелёт по маршруту Кёнигсберг — Москва. Полет был предварительно согласован с советскими властями, но экипаж самолета не поставил в известность советскую сторону своевременно о времени и дате вылета. Тем не менее советская сторона не только не посадила самолет принудительно, но и способствовала его перелёту. По итогам инцидента в СССР было проведено внесудебное расследование, по результатам которого ряд должностных лиц были привлечены к дисциплинарной ответственности, а некоторые были арестованы и расстреляны.
Инцидент в 1990-е годы стал основанием для публицистической теории Игоря Бунича о том, что на самолете было доставлено некое срочное личное письмо Гитлера к Сталину.

## Предыстория
В 1940 году СССР закупил в Германии 30 различных самолетов. В конце 1940 года фирма «Junkers Flugzeug- und Motorenwerke AG» получила советский заказ на 10 самолётов Ю-52. В январе-апреле 1941 года в СССР были перегнаны немцами 3 самолёта Ю-52.

## Описание инцидента
15 мая 1941 года немецкий внерейсовый самолёт Ju-52 пересёк государственную границу со стороны Германии и направился на восток над территорией Советского Союза. Посты ВНОС (воздушного наблюдения, оповещения и связи) обнаружили самолёт почти сразу. Но перелёт прошёл беспрепятственно. Советские службы ПВО не предприняли никаких действий для противодействия нарушителю, содействовали его полёту в Москву разрешением посадки на Московском аэродроме и дачей указания службе ПВО обеспечить перелёт, а штаб 1-го корпуса ПВО г. Москвы получил извещение от диспетчера Гражданского воздушного флота, что это внерейсовый самолёт. В беседе с советским сотрудником германский пилот сообщил, что вылетел без уведомлений Москвы или советского торгового представительства, так как «не получал никаких письменных инструкций».
Время пролёта советских городов (согласно записке Льва Мехлиса, направленной Сталину 20 мая 1941 года):
- Белосток — 15:02;
- Новогрудок — 15:46;
- Минск — 16:15;
- Шклов — 16:58;
- Смоленск — 17:28;
- Москва (прибытие) — 18:55.

## Экипаж самолета
Экипаж самолета включал следующих лиц:
- Карл Марлот — пилот;
- Карл Штойс — бортмеханик;
- Вальтер Тарнов — радист.

## Расследование инцидента в СССР
По поручению Совета народных комиссаров Народный комиссариат государственного контроля провел расследование инцидента. Уже 20 мая 1941 года Лев Мехлис направил Сталину докладную записку № 2743сс, в которой сообщалось о том, что 9 — 15 мая 1941 года полпредство и торгпредство СССР в Берлине и фирма-производитель «Junkers Flugzeug- und Motorenwerke AG» заключили соглашение, которое предусматривало:
- «самолет должен следовать по трассе, установленной Управлением международных воздушных линий Гражданского воздушного флота Союза ССР для линии Берлин — Кенигсберг — Москва и пересечь государственную границу Союза ССР в районе КПП „Белосток“»;
- срок вылета — до 15 мая 1941 года;
- самолет в пути не мог делать посадку, хотя фирма просила разрешить промежуточную посадку хотя бы в районе Смоленска.

В день вылета в 14:10 (по московскому времени) из Кенигсберга была послана радиограмма о вылете самолета, которую Белостокский аэропорт получил в 14:13. Радиограмма была передана радиостанцией Белостокского аэропорта в Минск в 12:48 (по среднеевропейскому времени), а из Минска передана в Москву, где ее приняли в 13:18 по среднеевропейскому времени. В 14:36 самолет установил радиосвязь с Белостокским аэропортом и во время полета поддерживал радиосвязь с Минским и Смоленским аэропортами. Самолет запрашивал разрешения на посадку в Белостоке и Минске, но в этом ему было отказано.
Диспетчер Международных воздушных линий Гражданского военного флота Союза ССР Хобрякова получила в 15:18 радиограмму из Минска о полете «Юнкерса», о которой сообщила дежурному 1-го корпуса ПВО и в Народный комиссариат авиационной промышленности. В 16:35 помощник начальника летно-технической группы Народного комиссариата авиационной промышленности Анищенков позвонил дежурному штаба ВВС Красной армии Яковлеву и сообщил «о вылете без разрешения в 13-53 одного немецкого ста Ю-52 из Кенигберга на Москву, что ст в 15-02 прошел Белосток». Об этом Яковлев сообщил в ПВО и заместителю начальника 1-го отдела штаба ВВС Дмитрию Грендалю, который приказал «обеспечить пролет». Затем Анищенков сообщил Яковлеву, что «самолет просит посадку в Москве». В ответ Анищенков получил приказание передать начальнику Центрального аэродрома комбригу С. Г. Курилову «обеспечить стоянку», что было выполнено.
В записке Мехлиса сделан вывод о том, что немецкий самолет пересек границу самовольно, так как летчики должны были получить разрешение на время вылета и трассу следования, чтобы против них не были пущены средства ПВО. Также в записке Мехлис критиковал работу советской службы ВНОС в районе 4 бригады ПВО Западного военного округа:
- Несколько постов не видели самолет[6];
- Два поста самолет увидели, но приняли его за рейсовый самолет ДС-3, хотя Ю-52 имел три мотора, а ДС-3 только два мотора;
- Впервые самолет заметил пост НП-1031, когда Ю-52 углубился на советскую территорию на 29 километров.

В записке Мехлиса также указывалось, что Белостокский аэропорт, узнав о вылете Ю-52, вместо того, чтобы сообщить об этом ПВО и советской авиации, содействовал перелету Ю-52, сообщая ему пеленги. Также содействие Ю-52 оказывали аэропорты Минска и Смоленска. Кроме того, Мехлис сообщал, что с 9 апреля 1941 года между Белостокским аэропортом и частями 4-й бригады ПВО (между ним было около 5 километров) порвана телефонная связь, причем обрыв никто не собирается восстановить.
Мехлис сообщал, что Управление военно-воздушных сил Красной армии не приняло никаких мер по прекращению полета.

## Меры в отношении советских должностных лиц
По итогам расследования были приняты следующие меры:
- Отстранены от занимаемых должностей дежурные по Белостокскому и Минскому аэропортам И. П. Юрасов и Савин;
- Объявлен строгий выговор начальнику радиостанции Белостокского аэропорта Подымахину;
- Объявлен выговор начальнику Белостокского аэропорта Соколову.

Кроме того, начальнику Управления международными воздушными линиями В. С. Гризодубовой было предложено «навести строгий порядок в Белостокском и Минском аэропортах, на радиостанциях и восстановить связь аэропорта с частями ВВС и ПВО Белостока».
Постановление Совета народных комиссаров СССР № 1504-616сс от 5 июня 1941 года обязывало народного комиссара обороны СССР Семёна Тимошенко проверить организацию службы ПВО в Западном Особом военном округе, а виновных в пропуске Ю-52 наказать.
Приказом народного комиссара обороны СССР Тимошенко № 0035 от 10 июня 1941 года был наложен ряд взысканий на командный состав ПВО и штаба ВВС Красной армии, где было предписано:

...к 1.7.41 г. обследовать всю систему ПВО, обратив особое внимание на ее боеготовность, состояние службы наблюдения, оповещения, связи и подготовку постов ВНОС...
Инцидент стал поводом к волне арестов среди руководителей ПВО и ВВС, они были обвинены в антисоветском военном заговоре и вредительской деятельности. 31 мая был арестован, а впоследствии расстрелян командующий ВВС Московского военного округа генерал-лейтенант Пётр Пумпур. 7 июня был арестован начальник Главного управления противовоздушной обороны НКО СССР генерал-полковник Григорий Штерн. Расстрелян в октябре 1941 года. Так же были арестованы и расстрелян ряд других руководителей ПВО и ВВС.

## Упоминания инцидента в воспоминаниях
Упоминание об инциденте имеется и в мемуарах Павла Судоплатова, одного из руководителей советской разведки. Он вспоминал: «В мае 1941 года немецкий „Юнкерс-52“ вторгся в советское воздушное пространство и, незамеченный, благополучно приземлился на центральном аэродроме в Москве возле стадиона „Динамо“. Это вызвало переполох в Кремле и привело к волне репрессий в среде военного командования».

## Версия Игоря Бунича
Советско-российский публицист Игорь Бунич, автор многочисленных разоблачённых мистификаций (как например, «Письмо Гитлера Сталину 14 мая 1941 года»), в 1994 году высказал версию, что перелёт «Юнкерса» был сделан с целью напрямую передать Иосифу Сталину некое послание от Адольфа Гитлера, причём Бунич даже привёл в своей книге текст письма, происхождение которого неизвестно, однако в дальнейшем активно цитируемого, например, маршалом Язовым в газете «Красная звезда» (27 апреля 2005), Дмитрием Усиком в «Российской газете» (20 июня 2008), а также некоторыми зарубежными историками.

## В художественной литературе
Инцидент упоминается в произведении писателя Бориса Акунина «Шпионский роман».